# Northmen : Les Derniers Vikings
Northmen : Les Derniers Vikings (Northmen: A Viking Saga) est un film d'aventures helvéto-germano-sud-africain réalisé par Claudio Fäh (en), sorti en 2014.

## Synopsis
Un équipage de vikings exilés mené par Asbjörn, fait naufrage près des côtes écossaises en cherchant à rejoindre le monastère de Lindesfarne pour le piller. En explorant la terre sur laquelle ils viennent d'échouer, ils rencontrent par hasard la fille du roi d’Écosse et la font prisonnière afin de l'échanger contre leurs vies. Le roi lance cependant des soldats à leur poursuite, mais ceux-ci ne semblent pas vouloir épargner la jeune femme…

## Fiche technique
- Titre original : Northmen: A Viking Saga
- Titre français : Northmen : Les Derniers Vikings
- Réalisation : Claudio Fäh
- Scénario : Bastian Zach et Matthias Bauer
- Distribution France : Wild Side
- Pays d'origine :  Suisse,  Allemagne,  Afrique du Sud
- Langue : anglais
- Année de production : 2014
- Durée : 1h37
- Dates de sortie :
  -  Suisse : 27 septembre 2014 (Festival du film de Zurich) / 23 octobre 2014 (sortie nationale, en Suisse alémanique)
  -  Autriche : 23 octobre 2014
  -  Allemagne : 23 octobre 2014
  -  France : 5 août 2015 (DVD et Blu-Ray)

## Distribution
- Tom Hopper (VF : Mathieu Moreau) : Asbjörn
- Ryan Kwanten (VF : Philippe Allard) : Conall
- Ken Duken : Thorald
- Anatole Taubman : Bovarr
- Leo Gregory : Jorund
- James Norton : Bjorn
- Ed Skrein (VF : Jérémie Covillault) : Hjorr
- Darell D'Silva : Gunnar
- Charlie Murphy : Inghean
- Johan Hegg : Valli [1]

- Nicolas Rasenti : Gostun
- Danny Keogh : Roi Dunchaid
- Richard Lothian : Haldor
- Joe Vaz : Murdill